# Schwingspitze
Die Schwingspitze ist ein auf eine Angelrute aufsetzbarer optischer Bissanzeiger. Sie ist in etwa mit einer Spitze des Winkelpickers zu vergleichen, da sie die gleiche Dicke und Länge aufweist. Sie wird aber nicht fest auf die Rutenspitze gesteckt, sondern durch einen kurzen Silikonschlauch mit der Rutenspitze verbunden. So knickt der vordere Teil der Spitze (die eigentliche Schwingspitze) in einem 90°-Winkel nach unten, wenn die Rute aufgestellt wird. So können kleinste und feinste Bisse durch die sich langsam anhebende Spitze erkannt werden. Im Wesentlichen wird diese Rute, genau wie die Feeder- und die Winkelpickerrute zum Fang von Weißfisch, Brassen, Güstern, Schleien und anderen kleineren Fischen ausgewählt.